# Mourão (freguesia)
Mourão es una freguesia portuguesa situada en el municipio homónimo. Según el censo de 2021, tiene una población de 1542 habitantes.
En el patrimonio de la freguesia se destacan el castillo de Mourão y la Iglesia Matriz de Nuestra Sra. de las Candelas.